# Wolf Heinrich Wurmb von Zinck

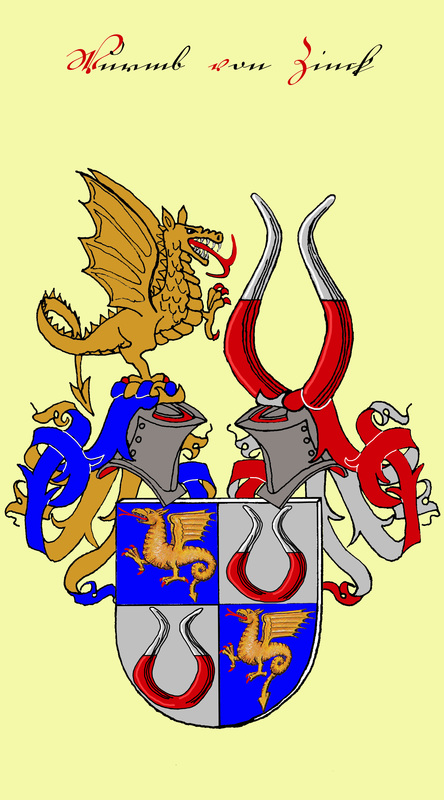
Wappen Wurmb von Zinck (seit 1838)

Wolf Heinrich von Wurmb, ab 1786 Wurmb von Zinck, (* 14. Dezember 1765 in Dresden; † 21. Januar 1838) war ein deutscher Domdechant zu Naumburg, kurfürstlich-sächsischer Kammerrat im Hochstift Merseburg sowie Besitzer der Rittergüter Witzschersdorf, Ostrau und Keuschberg.

## Leben
Er entstammte dem alten thüringischen Adelsgeschlecht von Wurmb. Sein Vater war der kursächsische Kabinettsminister Friedrich Ludwig von Wurmb (1723–1801). Wie viele seiner Familienangehörigen schlug er eine Verwaltungslaufbahn im Dienst der Wettiner ein und wurde zunächst kursächsischer Kammerrat im Hochstift Merseburg. Nach dem Tod seines Adoptivvaters, des Domherrn Reichart Gottlieb von Zinck († 1785), wurde er Besitzer des Rittergutes Witzschersdorf. Dem Erbvertrag gemäß führte er fortan den Doppelnamen Wurmb von Zinck und das vereinigte Wurmb-Zinck’sche Wappen.
Zuletzt war er im Hochstift Naumburg Kustos und Dechant des Naumburger Doms. Ab 1817 war er Mitglied im Landtag von Sachsen-Weimar-Eisenach für den Stand der Rittergutsbesitzer im Weimarischen Kreis.
Wolf Heinrich Wurmb von Zinck heiratete in erster Ehe Luise von Kutschenbach (Scheidung) und 1816 Charlotte von Klüchtzner. Die Ehen blieben kinderlos. Das Gut  Witzschersdorf fiel seinen Neffen, den Sohn seines Bruders Carl, den Generalmajor Karl Wurmb von Zinck (1795–1890).